# Koki Fregni
Koki Fregni, pseudonimo di Giuseppe Fregni (San Giacomo Roncole, 1930 – Modena, 1994), è stato uno scenografo italiano.
Maggiore scenografo modenese del XX secolo, creò le scene di circa 150 spettacoli di lirica, prosa e balletto nei maggiori teatri di tutto il mondo, disegnando anche marchi di importanti aziende e contribuendo al restauro di numerosi teatri. Grazie alla sua creatività, contribuì a rinnovare la scenografia italiana degli anni 1950.

## Biografia
Nel secondo dopoguerra Koki Fregni iniziò a collaborare con don Zeno Saltini, allestendo il palcoscenico dell'Opera dei Piccoli Apostoli per esercitazioni teatrali e corsi di fotografia.
Conseguito il diploma di decorazione murale e plastica presso l'Istituto d'arte Adolfo Venturi di Modena in appena tre anni (contro i sei anni previsti), iniziò a lavorare affrescando una piccola chiesa dell'Appennino modenese e realizzando grandi immagini raffiguranti Stalin e Lenin al Festival dell'Unità di Modena.
All'inizio degli anni 1950 lavorò come grafico per la federazione modenese del Partito comunista italiano, per l'arcivescovato di Modena, per diverse tipografie, curando anche la grafica di importanti aziende come Ferrari (in seguito collaborerà all'allestimento del museo Ferrari di Maranello) e Maserati. Nel 1951 iniziò a frequentare l’Accademia di Belle Arti di Bologna, conseguendo nel 1954 il diploma di maestro di scenografia. 
All'età di 26 anni Koki Fregni iniziò a disegnare le prime scenografie teatrali, inizialmente per gruppi amatoriali e spettacoli per ragazzi. Nel 1958 realizzò le scene per la commedia La pulce nell'orecchio di Georges Feydeau per il Teatro Minimo di Modena.

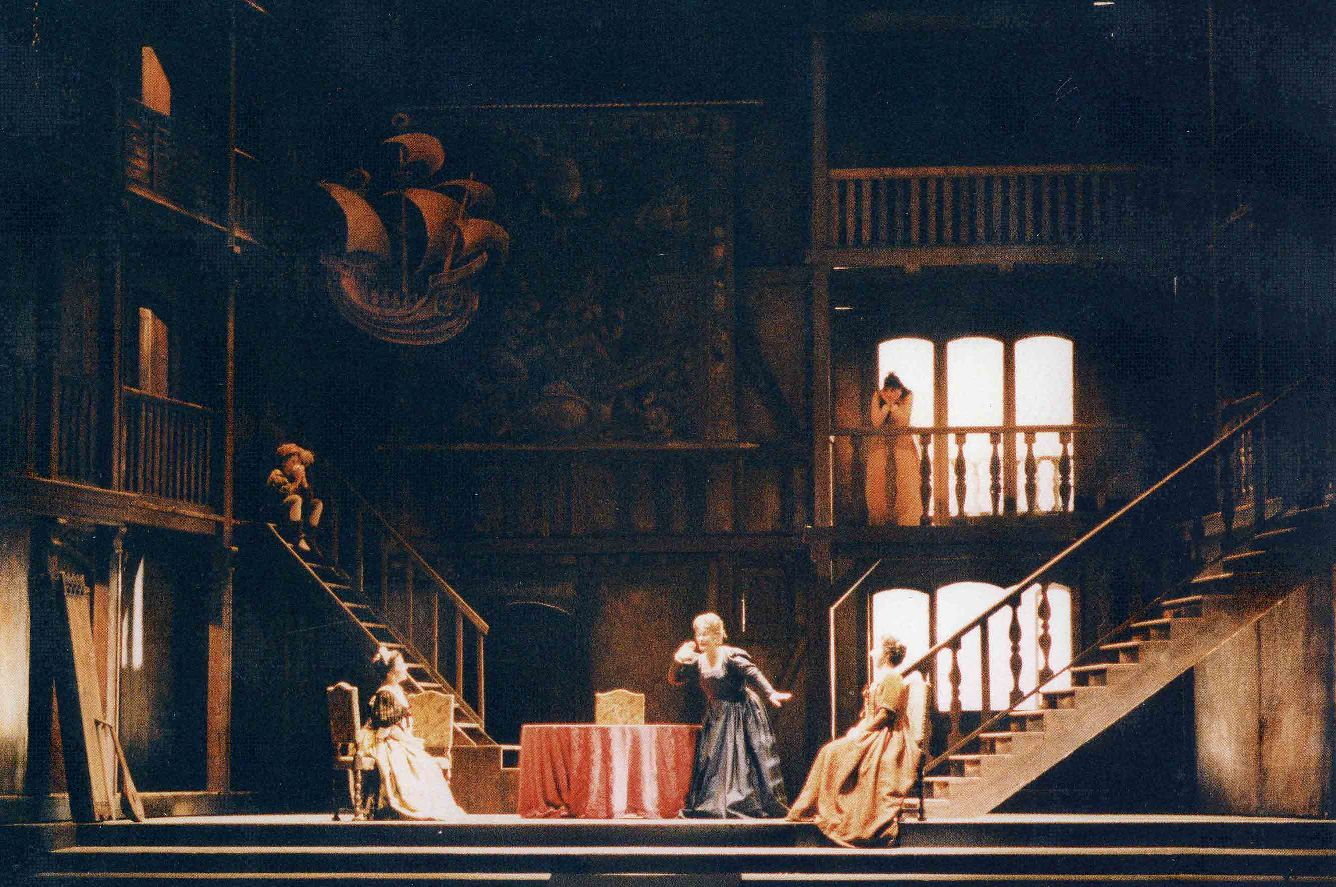
Le scene del Falstaff di Giuseppe Verdi (Modena, 1987)

Negli anni 1960 vi fu la svolta della carriera: infatti nella stagione teatrale 1962/1963 il Teatro comunale di Modena gli commissiona l'allestimento de I puritani di Vincenzo Bellini e della Lucia di Lammermoor di Gaetano Donizetti.
In seguito, realizzò le scenografie di centinaia di spettacoli (di cui 47 di lirica, 12 di prosa e 9 balletti) in famosi teatri d'Italia e all'estero, tra cui il Teatro alla Scala di Milano, il Maggio Musicale Fiorentino, la Fenice di Venezia, il Teatro comunale di Bologna, il Teatro Regio di Parma e il Ravenna Festival, il Teatro nazionale di Novi Sad, il Théâtre de l'Œuvre di Parigi, lo Staatsoper di Vienna e l'Arena di Verona, oltre al Concerto Milva Piazzola a Parigi e Tokio.
Lele Luzzati definì Koki Fregni come «un maestro di pittura che faceva lo scenografo».
Morì a Modena all'età di 64 anni, nel 1994. Alla sua memoria sono intitolate la sala di scenografia del Teatro comunale Luciano Pavarotti di Modena e una via nel comune di Mirandola.